# Soedanese Volkskrijgsmacht
De Soedanese Volkskrijgsmacht is het leger van de Noordoost-Afrikaanse
republiek Soedan. Deze werd in 1990 opgericht volgend op de staatsgreep
van huidig president van Soedan en opperbevelhebber Abdel Fattah Abdelrahmane al-Burhan.
Het leger bestaat uit een landmacht, een luchtmacht,
een marine en verschillende paramilitaire eenheden. Die laatste
zijn voormalige rebellengroeperingen die via vredesakkoorden
in het reguliere leger werden opgenomen. Soedan was dankzij zijn
olie-inkomsten in staat om zijn leger te moderniseren. Het meeste
materiaal is afkomstig van China, Rusland en Libië. Het land
heeft sinds 1994 ook een eigen staatsbedrijf, Military Industry Corporation,
dat voornamelijk militaire vuurwapens en munitie in licentie produceert.

## Onderdelen
- Soedanese landmacht:
  - Soldaten: 100.000
  - Tanks: 395
  - Pantservoertuigen: 594
- Soedanese luchtmacht:
  - Personeel: 3000
  - Gevechtsvliegtuigen: 42
  - Transportvliegtuigen: 24
  - Helikopters: 73
- Soedanese marine:
  - Personeel: 1500
  - Schepen: 18
- Paramilitaire eenheden